# Gegeneophis tejaswini
Gegeneophis tejaswini é uma espécie de anfíbio anuro da família Indotyphlidae. Está presente na Índia. A UICN classificou-a como deficiente de dados.